# Stade du Port autonome d'Abidjan
Le stade du Port autonome d'Abidjan est un stade de football de Côte d'Ivoire qui se situe dans la ville d'Abidjan, et appartenant au Port autonome de cette ville.

## Histoire
Dans le cadre d'un partenariat entre le PAA et le football ivoirien, certains clubs de football abidjanais, comme la Jeunesse club d'Abidjan, accueillent leur adversaire dans cette enceinte afin de laisser souffler le Stade Robert Champroux et le Parc des Sports de Treichville, qui souffrent de surexploitation.
Le stade a une capacité de 2 000 places.